# محمد خیرخواه
سيد محمد خیرخواه، از والیان پیشین هرات در افغانستان بود. او که زمانی سفیر افغانستان در ایران و اوکراین و تاجيكستان بود، پس از کنار گذاشته شدن اسماعیل خان از ولایت هرات، جانشین او شد.